# Europamästerskapen i skidskytte 2024
Europamästerskapen i skidskytte 2024 hölls i Osrblie i Slovakien mellan den 24 och 28 januari 2024. Det var den 31:a upplagan av europamästerskapen i skidskytte.

## Program
Alla tider är lokala (UTC+1).
| Datum      | Tid   | Gren                                          |
| ---------- | ----- | --------------------------------------------- |
| 24 januari | 10:30 | Herrarnas 20 km distans                       |
| 24 januari | 14:30 | Damernas 15 km distans                        |
| 26 januari | 11:00 | Herrarnas 10 km sprint                        |
| 26 januari | 14:30 | Damernas 7,5 km sprint                        |
| 27 januari | 11:00 | Herrarnas 12,5 km jaktstart                   |
| 27 januari | 14:00 | Damernas 10 km jaktstart                      |
| 28 januari | 11:45 | 4 × 6 km mixstafett                           |
| 28 januari | 14:00 | Singelmixstafett (6 km damer + 7,5 km herrar) |

## Resultat

### Herrar
| Gren              | Guld                        | Guld              | Silver                   | Silver            | Brons                       | Brons             |
| 20 km distans     | Vebjørn Sørum Norge         | 51.32,7 (0+0+0+0) | Johan-Olav Botn Norge    | 52.42,4 (2+0+0+0) | Martin Uldal Norge          | 53.17,6 (0+0+0+1) |
| 10 km sprint      | Antonin Guigonnat Frankrike | 22.51,9 (0+0)     | Johan-Olav Botn Norge    | 23.06,4 (1+1)     | Isak Frey Norge             | 23.08,6 (1+0)     |
| 12,5 km jaktstart | Isak Frey Norge             | 32.42,1 (1+0+0+2) | Dmitrii Shamaev Rumänien | 32.54,4 (0+0+0+0) | Antonin Guigonnat Frankrike | 33.08,1 (1+0+4+0) |

### Damer
| Gren            | Guld                  | Guld              | Silver                   | Silver            | Brons                       | Brons             |
| 15 km distans   | Maren Kirkeeide Norge | 41.26,2 (0+0+0+0) | Alina Stremous Moldavien | 42.12,7 (0+1+0+0) | Ema Kapustová Slovakien     | 42.25,3 (0+0+0+2) |
| 7,5 km sprint   | Ida Lien Norge        | 19.11,5 (0+0)     | Maren Kirkeeide Norge    | 19.25,5 (0+0)     | Chrystyna Dmytrenko Ukraina | 19.46,8 (0+0)     |
| 10 km jaktstart | Maren Kirkeeide Norge | 29.49,9 (1+0+0+1) | Emilie Kalkenberg Norge  | 30.01,0 (1+0+0+1) | Océane Michelon Frankrike   | 30.17,0 (0+1+0+1) |

### Mixat
| Gren                                     | Guld                                                    | Guld                                                      | Silver                                                                        | Silver                                                    | Brons                                                                       | Brons                                                     |
| 6 km damer + 7,5 km herrar singelstafett | SverigeAnton Ivarsson Sara Andersson                    | 41.50,1 (0+1) (0+2) (0+1) (0+0) (0+0) (0+0) (0+0) (0+2)   | NorgeVebjørn Sørum Emilie Kalkenberg                                          | 42.04,0 (0+2) (0+1) (0+1) (0+2) (0+1) (0+3) (0+1) (1+3)   | ÖsterrikePatrick Jakob Kristina Oberthaler                                  | 42.34,0 (0+0) (0+2) (0+0) (0+3) (0+0) (0+2)               |
| 4 × 6 km stafett                         | NorgeIsak Frey Johan-Olav Botn Ida Lien Maren Kirkeeide | 1:04.23,3 (0+0) (0+0) (0+0) (1+3) (0+0) (0+0) (0+1) (0+3) | FrankrikeThéo Guiraud-Poillot Antonin Guigonnat Océane Michelon Camille Bened | 1:04.37,9 (1+3) (0+3) (0+1) (0+0) (0+1) (0+1) (0+0) (0+1) | ItalienNicola Romanin Nicolò Betemps Beatrice Trabucchi Hannah Auchentaller | 1:05.17,1 (0+0) (0+0) (0+0) (0+1) (0+1) (0+0) (0+2) (0+1) |

## Medaljtabell
*   Värdland ( Slovakien)
| Nr                  | Nation              | Guld | Silver | Brons | Totalt |
| ------------------- | ------------------- | ---- | ------ | ----- | ------ |
| 1                   | Norge               | 6    | 5      | 2     | 13     |
| 2                   | Frankrike           | 1    | 1      | 2     | 4      |
| 3                   | Sverige             | 1    | 0      | 0     | 1      |
| 4                   | Moldavien           | 0    | 1      | 0     | 1      |
| 4                   | Rumänien            | 0    | 1      | 0     | 1      |
| 6                   | Italien             | 0    | 0      | 1     | 1      |
| 6                   | Slovakien*          | 0    | 0      | 1     | 1      |
| 6                   | Ukraina             | 0    | 0      | 1     | 1      |
| 6                   | Österrike           | 0    | 0      | 1     | 1      |
| Totalt (9 nationer) | Totalt (9 nationer) | 8    | 8      | 8     | 24     |